# Bruno Akrapović
Bruno Akrapović (Zenica, 26 de setembro de 1967) é um ex-futebolista e treinador de futebol bósnio que atuou como volante. Atualmente, treina o Lokomotiv Plovdiv. 

## Carreira
Revelado pelo Čelik Zenica, Akrapović fez carreira no futebol da Alemanha, onde jogou por 12 clubes - os mais expressivos foram Wolfsburg (79 partidas), Mainz 05 (97 jogos e 2 gols), Energie Cottbus (67 jogos) e Kickers Offenbach (55 partidas e um gol). Também vestiu as camisas de Arminia Hannover (2 passagens), Göttingen, Celle, Tennis Borussia Berlin e Rot-Weiß Erfurt. Pendurou as chuteiras em 2009, depois de atuar por SSV Vorsfelde e Germania Wolfsburg.

## Seleção Bósnia
Pela Seleção da Bósnia, disputou 18 partidas entre 2000 e 2002, quando já era veterano (estreou pelos Plavo-žuti aos 32 anos de idade, contra a Macedônia). Seu único gol foi também em 2000, quando a Bósnia venceu Israel por 3 a 1.

## Carreira de treinador
A carreira de treinador de Akrapović teve início ainda em 2006, quando acumulou as funções de jogador e técnico do SSV Vorsfelde. Após trabalhar como auxiliar-técnico no time B do Wolfsburg e no Saturn em 2008, estreou como treinador em tempo integral no mesmo ano, assumindo o comando técnico do Mosor Zrnovnica. Ele ainda treinou NK Val, NK Solin, RNK Split, Neretva Metković (todos da Croácia), College Europa (Gibraltar), Shkëndija (Macedónia do Norte) e, desde outubro de 2017, treina o Lokomotiv Plovdiv, clube da primeira divisão do futebol búlgaro.

## Títulos
Wolfsburg
- Oberliga Nord: 2 (1990–91 e 1991–92)

Tennis Borussia Berlin
- Fußball-Regionalliga Nordost: 1 (1997–98)

Kickers Offenbach
- Regionalliga Süd: 1 (2004–05)